# Samuel D. Nicholson

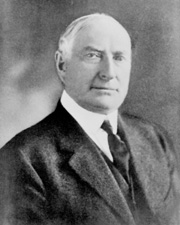
Samuel D. Nicholson

Samuel Danford Nicholson (* 22. Februar 1859 in Springfield, Prince Edward Island, Provinz Kanada; † 24. März 1923 in Denver) war ein US-amerikanischer Politiker, der den Bundesstaat Colorado im US-Senat vertrat.
Nicholson besuchte die Schulen seiner kanadischen Heimat, ehe er in die Vereinigten Staaten übersiedelte. Er ließ sich zunächst in Michigan nieder, später in Nebraska und schließlich 1881 in Leadville (Colorado). Dort betätigte er sich im Bergbau, stieg vom einfachen Arbeiter zum Vorarbeiter, Manager und letztlich zum Präsidenten der Western Mining Company auf. Er entdeckte ein Zinkerz, das später nach ihm benannt wurde: Nicholsonit.
Seine politische Laufbahn begann Nicholson als Mitglied der Populist Party, für die er 1893 zum Bürgermeister von Leadville gewählt wurde; dieses Amt bekleidete er vier Jahre lang. 1902 zog er nach Denver. In den Jahren 1914 und 1916 kandidierte er, mittlerweile zu den Republikanern übergewechselt, erfolglos für das Amt des Gouverneurs von Colorado. Während des Ersten Weltkrieges gehörte er der United States Fuel Administration an.
1920 wurde Samuel Nicholson in den US-Senat gewählt. Er nahm sein Mandat ab dem 4. März 1921 wahr, starb aber bereits zwei Jahre später am 24. März 1923 in Denver.